# NetWare Core Protocol
| Anwendung  | NCP             | NCP             | NCP             | NCP             | NCP             |
| Transport  | TCP             | TCP             | TCP             | TCP             | TCP             |
| Internet   | IP (IPv4, IPv6) | IP (IPv4, IPv6) | IP (IPv4, IPv6) | IP (IPv4, IPv6) | IP (IPv4, IPv6) |
| Netzzugang | Ethernet        | Token Bus       | Token Ring      | FDDI            | …               |

Das NetWare Core Protocol (NCP) ist ein von Novell entwickeltes Netzwerkprotokoll.
Es wurde für das Netzbetriebssystem NetWare entwickelt und ist ein verbindungsorientiertes, proprietäres Protokoll, das auf SPX/IPX aufbaut. Im OSI-Modell reicht es von der Transportschicht bis zur Anwendungsschicht. Es dient dem Datenaustausch zwischen Betriebssystem-Netware-Client und Netware-Server. Mit der Socket-Nummer 0x0451 überträgt es die Daten der Datei-, Druck- und Verbindungsdienste. Ab Netware 5 konnte NCP auch über TCP/IP transportiert werden; IPX war nicht mehr nötig.
Im Gegensatz zu TCP/IP besitzt es keine Fenstergröße – das heißt, jedes Paket muss einzeln bestätigt werden. Mit der Einführung des Burst Mode Protocol (BMP) als speziellen NCP-Pakettyp hat Novell den Durchsatz vom NCP gesteigert. Seitdem können bis 64 kB ohne weitere Anforderung empfangen werden.

## Aufbau eines Anforderungspaketes
Typischer Aufbau eines Anforderungspaketes:
| Request Type           |
| Sequence Number        |
| Connection Number Low  |
| Task Number            |
| Connection Number High |
| Request Code           |
| Data (Variable Length) |

Request Type zur Paket-Identifikation:
- 0x1111 Allocate slot request
- 0x2222 File server request
- 0x3333 File server reply
- 0x5555 Deallocate slot request
- 0x7777 Burst mode packet (BMP)
- 0x9999 Positive acknowledge

Sequence Number:
Ein Byte fortlaufende Nummer der Pakete.
Connection Number Low:
Unteres Byte der Verbindungsnummer des Clients.
Task Number:
Nummer des Prozesses, zu dem das Paket gehört.
Connection Number High:
Oberes Byte der Verbindungsnummer des Clients.
Request Code:
Funktionsnummer des Pakets.
Der Aufbau des Antwortpakets gleicht dem Anforderungspaket mit Ausnahme der beiden Bytes hinter Connection Number High:
| Completion Code   |
| Connection Status |

Completion Code:
Ergebnis der Anforderung. Null heißt SUCCESSFUL und die Werte ungleich Null geben die Fehlernummer an.
Connection Status:
Das vierte Bit ist eins, wenn der Server gerade heruntergefahren wird.

## Das Protokoll im OSI-Modell
| OSI-Schicht | OSI-Schicht    | Englisch     | Einordnung             | TCP/IP-Schicht | Einordnung              | IPX/SPX/NCP                     |  |
| ----------- | -------------- | ------------ | ---------------------- | -------------- | ----------------------- | ------------------------------- |  |
| 7           | Anwendung      | Application  | Anwendungs- orientiert | Anwendung      | Ende zu Ende (Multihop) | NCP                             |  |
| 6           | Darstellung    | Presentation | Anwendungs- orientiert | Anwendung      | Ende zu Ende (Multihop) | NCP                             |  |
| 5           | Sitzung        | Session      | Anwendungs- orientiert | Anwendung      | Ende zu Ende (Multihop) | NCP                             |  |
| 4           | Transport      | Transport    | Transport- orientiert  | Host to Host   | Ende zu Ende (Multihop) | SPX                             |  |
| 3           | Vermittlung    | Network      | Transport- orientiert  | Internet       | Punkt zu Punkt          | IPX                             |  |
| 2           | Sicherung      | Data Link    | Transport- orientiert  | Netzwerk       | Punkt zu Punkt          | Ethernet Token Ring FDDI ARCNET |  |
| 1           | Bitübertragung | Physical     | Transport- orientiert  | Netzwerk       | Punkt zu Punkt          | Ethernet Token Ring FDDI ARCNET |  |